# 郝冕
郝冕（1437年—？），字世瞻，河南汝寧府光州人，明朝政治人物。進士出身。

## 生平
天順三年（1459年）己卯科河南鄉試第五十二名。天順四年（1460年）聯捷庚辰科會試第七十四名，殿試登進士第三甲第二十五名。

## 家族
曾祖郝興，曾任元樞密院校書郎贈 兵部右侍郎。祖父郝仲賢，贈兵部右侍郎。父亲郝璜，曾任兵部右侍郎。